# Franciszek Przybylski (pilot)
Franciszek Przybylski (ur. 25 lutego 1895 w Rosnowie, zm. 4 czerwca 1928 na terenie Czechosłowacji) – sierżant pilot Wojska Polskiego, kawaler Orderu Virtuti Militari.

## Życiorys
Syn Jana i Józefy z Łysków. W Poznaniu ukończył ośmioklasową szkołę ludową i rozpoczął naukę w wyższej szkoły ludowej. Po wybuchu I wojny światowej, w maju 1915 roku, został powołany do odbycia służby w armii cesarskiej. Po miesięcznym przeszkoleniu został skierowany na front jako żołnierz Fliegerkompanie 69. Służył w armii niemieckiej do grudnia 1918 roku, walczył na frontach w Galicji, Węgrzech, Serbii oraz w Macedonii.
Po demobilizacji powrócił w rodzinne strony, gdzie zaciągnął się oddziałów powstańców wielkopolskich i 7 stycznia 1919 roku, jako doświadczony lotnik, otrzymał przydział do lotnictwa. Został skierowany na przeszkolenie lotnicze w Wyższej Szkoły Pilotów w Stacji Lotniczej Ławica. Po jego ukończeniu został przydzielony jako pilot do Oficerskiej Szkoły Obserwatorów Lotniczych, z której został przeniesiony do eskadry fotogrametrycznej.
W związku wojną polsko-bolszewicką i zapotrzebowaniem polskich jednostek na pilotów został przydzielony do 9 eskadry wywiadowczej i w jej składzie walczył na froncie. Brał udział w bitwie warszawskiej, podczas której wykonywał loty bojowe w rejonie Pułtuska i Ostrowi Mazowieckiej. Wyróżnił się podczas ataków na oddziały Armii Czerwonej, wykonał kilkanaście lotów bojowych podczas których zrzucił na oddziały wroga 600 kg bomb.
Po zakończeniu działań wojennych pozostał w Wojsku Polskim, służył w 10 eskadrze wywiadowczej. 10 maja 1921 roku otrzymał przydział do Szkoły Strzelców i Obserwatorów Lotniczych w Toruniu, gdzie służył jako instruktor. Służbę w Wojsku Polskim zakończył w 1924 roku. Zatrudnił się jako pilot w Compagnie Internationale de Navigation Aerienne (C.I.D.N.A). Zginął 4 czerwca 1928 roku na terenie Czechosłowacji w trakcie lotu służbowego.

## Ordery i odznaczenia
Za swą służbę otrzymał odznaczenia:
- Krzyż Srebrny Orderu Wojskowego Virtuti Militari nr 8099 – 27 lipca 1922[6],
- Krzyż Walecznych[1],
- Polowa Odznaka Pilota – pośmiertnie[1].